# Dorma

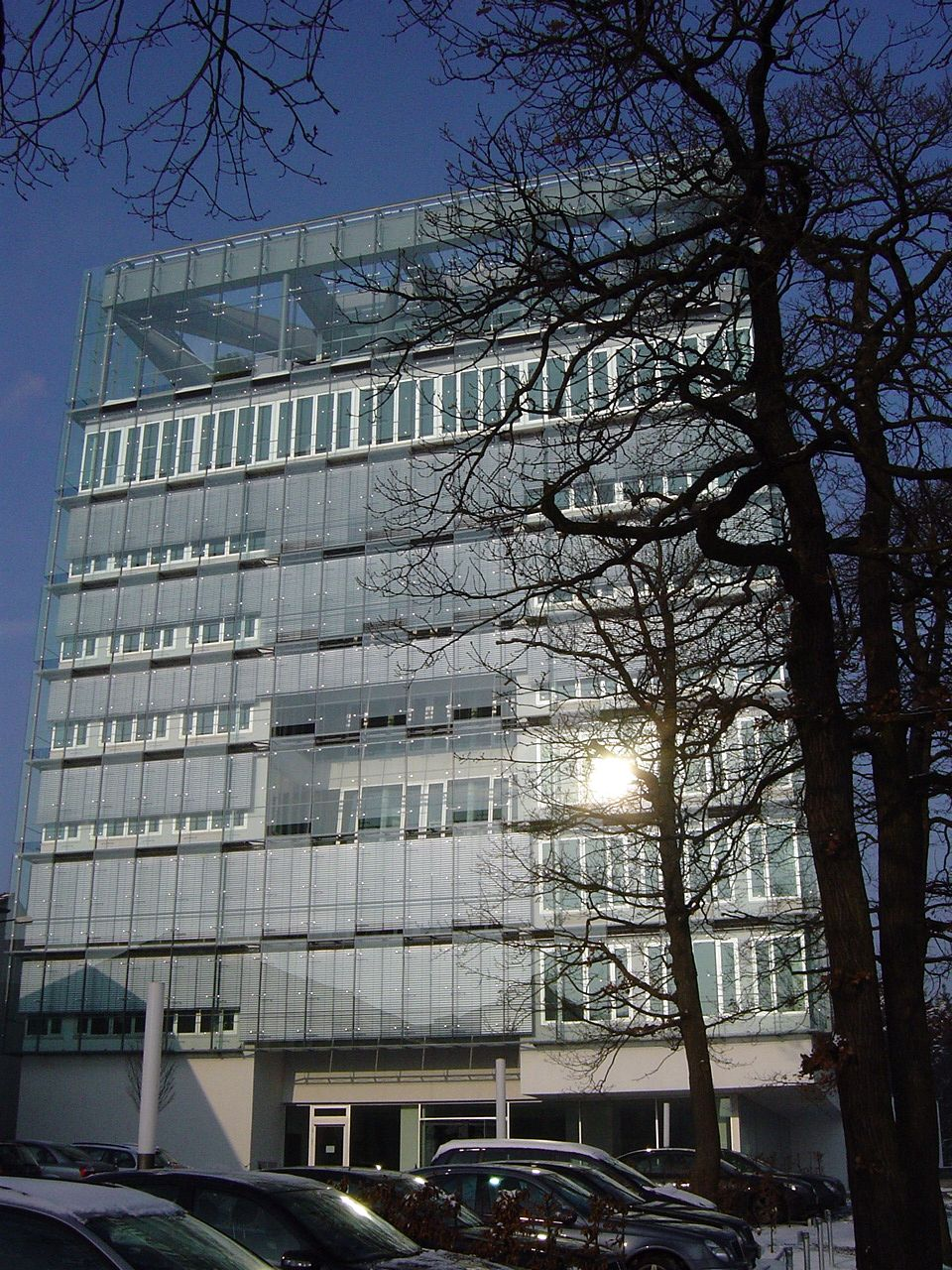
Dorma-Unternehmenszentrale in Ennepetal

Dorma (Eigenschreibweise DORMA) wurde am 1. Juli 1908 als Dörken + Mankel KG in Ennepetal gegründet. Die international operierende Dorma-Gruppe war mit 71 eigenen Gesellschaften in 49 Ländern vertreten.
Zum 1. September 2015 fusionierte Dorma mit dem Schweizer Unternehmen Kaba zur Dormakaba Holding AG. Mit dem Merger sind die ehemaligen Dorma-Eigentümer in einen langfristigen Poolvertrag mit den Erben der ehemaligen Kaba-Besitzerfamilien getreten. Daraus ergeben sich folgende Besitzverhältnisse für die Dormakaba Holding: rund 29 % der Aktien sind im Besitz der genannten Poolaktionäre, die restlichen ca. 71 % der Aktien gehören anderen schweizerischen und internationalen Aktionären.

## Organisation und Geschäftsfelder
Alle weltweiten Produktionsstätten und Niederlassungen standen vor der Fusion mit Kaba unter der Leitung der in Ennepetal ansässigen Holding. Zu den Geschäftsfeldern von Dorma gehörten die Bereiche Türtechnik, Automatic, Glasbeschlagtechnik, Sicherungstechnik/Zeit- und Zutrittskontrolle und Raumtrennsysteme. Produktionsstandorte waren in Europa, Singapur, Malaysia, China sowie Nord- und Südamerika.

## Produktpalette

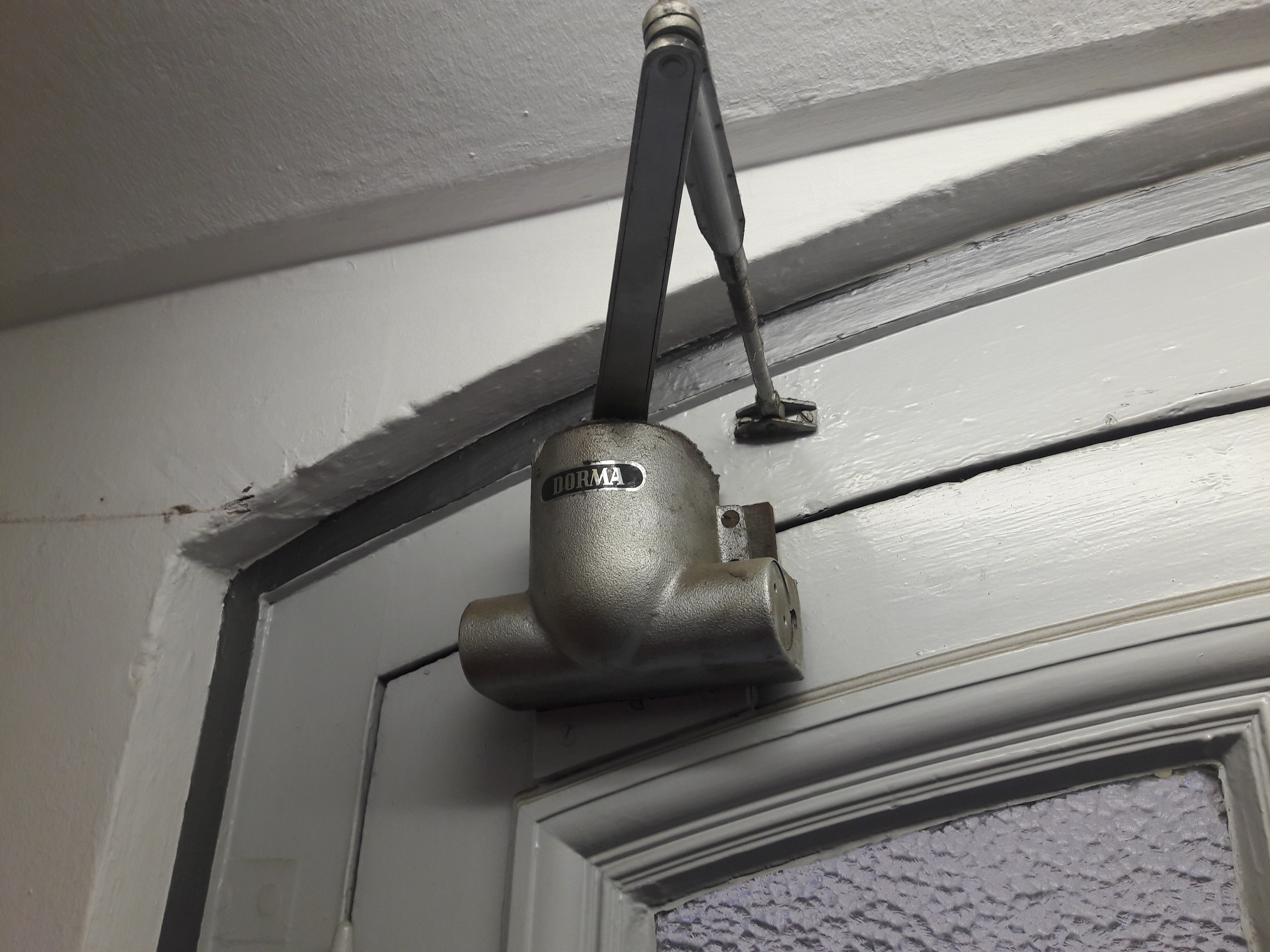
Älterer Dorma-Türschließer

- Türtechnik: Türschließer, Türbeschläge (Türgriffe, Türdrücker), Fensterbeschläge (Fenstergriffe), Türbänder, Schlösser
- Automatic: automatisch betriebene Glastüren (Schiebetüren, Karusselltüren, Schiebewandsysteme, Raumspartüren, Teleskopschiebetüren), automatische Schiebetür- und Drehflügeltürantriebe
- Glasbeschlagtechnik: Ganzglaskonstruktionen, Beschläge, Türschienen, Schlösser
- Sicherungstechnik: Sicherheitsschlösser, Einbruchschutzanlagen, Rettungswegzentralen, Steuer-, Anzeige- und Alarmeinrichtungen, Türverriegelungen, Brandschutzanlagen (Rauchmelder), Zeiterfassungs- und Zutrittskontrollsysteme
- Raumtrennsysteme: schalldämmende Trennwände, Glastrennwände

## Geschichte des Unternehmens
- 1908: Gründung der Dörken + Mankel KG durch Rudolf Mankel und seinen Schwager Wilhelm Dörken in Ennepetal
- 1927: Eintrag des Markennamens Dorma
- 1950: Einstieg in die Produktion von Türschließern (TS 50)
- 1962: Einstieg in die Produktion von Antrieben
- 1970: Übernahme der Firma durch Karl-Rudolf Mankel – aus der Dörken + Mankel KG wird die Dorma GmbH + Co. KG
- 1976: Einstieg in den Bereich Glastürbeschläge – ein Jahr später Gründung der Tochtergesellschaft Dorma-Glas
- 1977: Gründung der ersten ausländischen Vertriebsgesellschaft – Dorma France[5]
- 1978: Erste ausländische Produktionsstätte in Singapur eröffnet.[6]
- 2008: 100-jähriges Firmenjubiläum unter dem Motto One Vision – One Passion – One Family
- 2010: Neue Unternehmensstrategie „DORMA 2020“ ist Wachstumsziel von 2 Mrd. EUR bis 2020
- 2015: Fusion mit der Kaba Gruppe zur  Holding AG

|                                | 2000/01        | 2001/02        | 2002/03        | 2003/04        | 2004/05        | 2005/06        | 2006/07        | 2007/08        | 2008/09        | 2009/10        | 2010/11        | 2011/12          | 2012/13          | 2013/14          | 2014/15          |
| ------------------------------ | -------------- | -------------- | -------------- | -------------- | -------------- | -------------- | -------------- | -------------- | -------------- | -------------- | -------------- | ---------------- | ---------------- | ---------------- | ---------------- |
| Umsatz                         | 573,0 Mio. EUR | 613,0 Mio. EUR | 663,0 Mio. EUR | 649,0 Mio. EUR | 700,0 Mio. EUR | 767,0 Mio. EUR | 838,0 Mio. EUR | 894,0 Mio. EUR | 882,2 Mio. EUR | 856,4 Mio. EUR | 944,4 Mio. EUR | 1.001,8 Mio. EUR | 1.005,8 Mio. EUR | 1.010,3 Mio. EUR | 1.109,2 Mio. EUR |
| Mitarbeiter Jahresdurchschnitt | 4.767          | 5.113          | 5.590          | 5.510          | 5.817          | 6.200          | 6.500          | 7.000          | 6.780          | 6.470          | 6.546          | 6.738            | 6.769            | 7.115            | 7.410            |

## Auszeichnungen
- 2005–2011: Top Job
- 2006: Innovative Top 100
- 2010: Architects Partner Award in Gold für besten Architektenberater i.d. Kategorie Schließsysteme, Schlösser u. Beschläge.
- 2013: Hidden Champion 2013